# Gouvernement du Pakistan

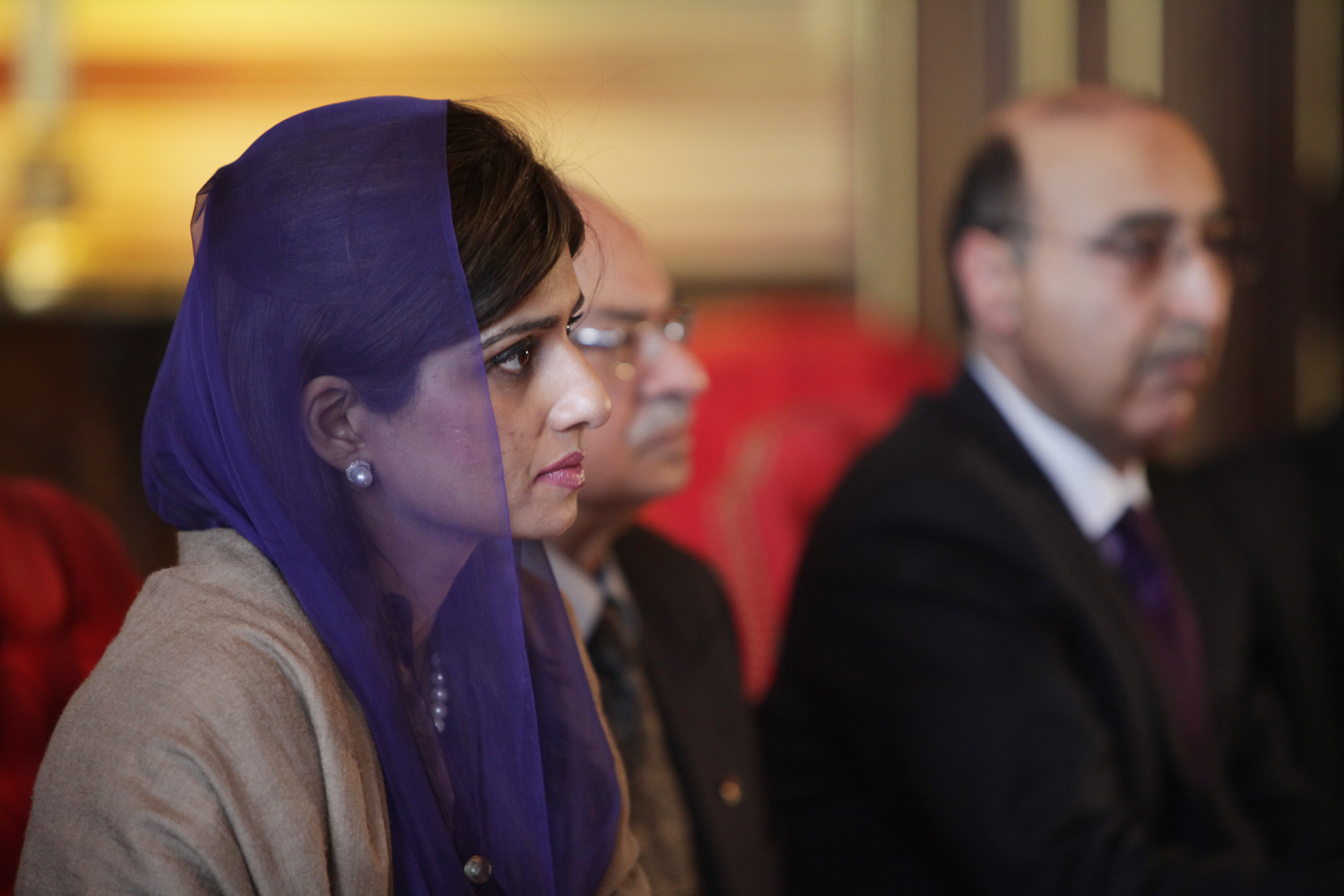
Hina Rabbani Khar, ministre des Affaires étrangères du Pakistan de 2011 à 2013.

Le gouvernement du Pakistan ou le cabinet du Pakistan est la branche exécutive du pouvoir fédéral pakistanais, définie par la Constitution dans les articles 90 à 100. Le cabinet est dirigé par le Premier ministre et agit au nom du président de la République. Il est composé du Premier ministre, des ministres fédéraux et des ministres d’État, et est responsable devant l'Assemblée nationale.

## Provisions constitutionnelles

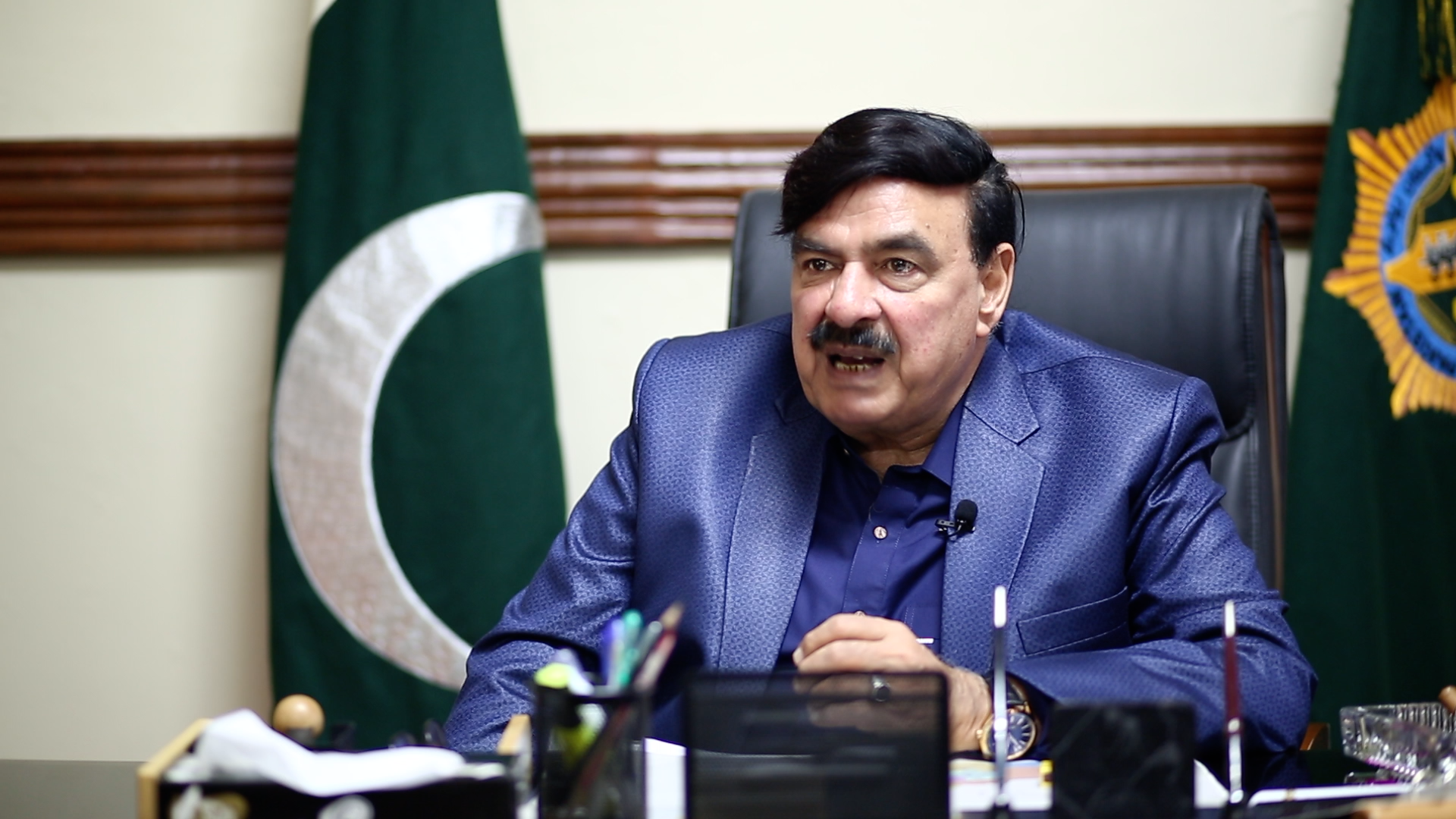
Le ministre de l'Intérieur Rashid Ahmed.

L'article 90 de la Constitution du Pakistan dispose que le pouvoir exécutif est exercé par le gouvernement fédéral au nom du président de la République, et est constitué des ministres fédéraux et du Premier ministre, ce dernier étant le chef de l’exécutif de la nation. Le cabinet des ministres comporte également le Premier ministre à sa tête, et sont collectivement responsables devant l'Assemblée nationale et le Sénat, selon l'article 91. 
L'article 92 dispose que le président de la République nomme les ministres parmi les membres du Parlement, sur le conseil du Premier ministre. Cette dernière formule indique que le président ne détient qu'un rôle protocolaire dans cette nomination, le choix de la décision reposant entre les mains du Premier ministre. Les ministres provenant du Sénat ne peuvent composer plus d'un quart du cabinet. De même, le nombre de ministres ne peut être supérieur à 11 % de celui des parlementaires, ce qui fait que le cabinet ne peut pas excéder 49 membres.

## Ministères

### Actuels
Voici la liste des ministères actuels :
- Ministère du Changement climatique
- Ministère du Commerce et du Textile
- Ministère des Communications
- Ministère de la Défense
- Ministère de l'Énergie
- Ministère de la Production de défense
- Ministère de l'Éducation fédérale et de la Formation professionnelle
- Ministère des Finances, du Revenu et des Affaires économiques
- Ministère des Affaires étrangères
- Ministère du Logement et des Travaux
- Ministère des Droits de l'homme
- Ministère des Industries et de la Production
- Ministère de l'Information, de la Radiodiffusion, de l'Histoire nationale et du Patrimoine littéraire
- Ministère de la Technologie de l'Information et de la Télécommunication
- Ministère de l'Intérieur
- Ministère de la Coordination provinciale
- Ministère des Affaires du Cachemire et du Gilgit-Baltistan
- Ministère du Droit et de la Justice
- Ministère du Contrôle des stupéfiants
- Ministère de la Sécurité alimentaire et de la recherche
- Ministère de la Santé nationale, de la Réglementation et de la Coordination
- Ministère des Pakistanais de l'étranger et du Développement des ressources humaines
- Ministère des Affaires parlementaires
- Ministère du Plan, du Développement et de la Réforme
- Ministère des Affaires maritimes
- Ministère des Services postaux
- Ministère de la Privatisation
- Ministère des Chemins de fer
- Ministère des Affaires religieux et de l'Harmonie inter-religieuse
- Ministère de la Science et de la Technologie
- Ministère des États et des Frontières des régions
- Ministère des Statistiques
- Ministère des Ressources hydrauliques

### Anciens
Voici la liste des ministères supprimés :
- Ministère des Minorités
- Ministère de l'Eau et de l'Énergie
- Ministère de l'Environnement
- Ministère du Tourisme
- Ministère du Travail

## Gouvernement actuel
| Poste | Titulaire | Titulaire                      | Parti |
| --- | --------- | ------------------------------ | ----- |
| Ministres fédéraux                                                                                         |           |                                |       |
| Premier ministre                                                                                           |           | Shehbaz Sharif                 | PML−N |
| Vice-Premier ministre Ministre des Affaires étrangères                                                     |           | Ishaq Dar                      | PML−N |
| Ministre de la Défense                                                                                     |           | Khawaja Muhammad Asif          | PML−N |
| Ministre de la Planification, du Développement et des Initiatives spéciales                                |           | Ahsan Iqbal                    | PML−N |
| Ministre de la Sécurité alimentaire                                                                        |           | Rana Tanveer Hussain           | PML−N |
| Ministre du Droit et de la Justice Ministre des Droits de l'homme                                          |           | Azam Nazeer Tarar              | PML−N |
| Ministre des Pakistanais de l'étranger et du Développement des ressources humaines                         |           | Salik Hussain                  | PML−Q |
| Ministre de la Communication                                                                               |           | Abdul Aleem Khan               | IPP   |
| Ministre du Commerce                                                                                       |           | Jam Kamal Khan                 | PML−N |
| Ministre des États et des Frontières des régions Ministre des Affaires du Cachemire et du Gilgit-Baltistan |           | Amir Muqam                     | PML−N |
| Ministre de l'Énergie                                                                                      |           | Awais Leghari                  | PML−N |
| Ministre de l'Information                                                                                  |           | Attaullah Tarar                | PML−N |
| Ministre de l'Éducation fédérale et de la Formation professionnelle                                        |           | Khalid Maqbool Siddiqui        | MQM   |
| Conseiller à l'Investissement                                                                              |           | Qaiser Ahmed Sheikh            | PML−N |
| Ministre du Logement et des Travaux                                                                        |           | Riaz Hussain Pirzada           | PML−N |
| Ministre du Changement climatique                                                                          |           | Musadik Malik                  | PML−N |
| Ministre des Finances et du Revenu                                                                         |           | Muhammad Aurangzeb             | PML−N |
| Ministre pour les Affaires économiques                                                                     |           | Ahad Khan Cheema               | PML−N |
| Ministre de l'Intérieur et du Contrôle narcotique                                                          |           | Mohsin Naqvi                   | Sans  |
| Ministre des Affaires parlementaires                                                                       |           | Tariq Fazal Chaudhary          | PML−N |
| Ministre du Pétrole                                                                                        |           | Ali Pervaiz Malik              | PML−N |
| Ministre de la Culture de l'Héritage national                                                              |           | Aurangzeb Khan Khichi          | PML−N |
| Ministre de la Science et de la Technologie                                                                |           | Khalid Hussain Magsi           | BAP   |
| Ministre des Chemins de fer                                                                                |           | Muhammad Hanif Abbasi          | PML−N |
| Ministre des Affaires hydrauliques                                                                         |           | Muhammad Mueen Wattoo          | PML−N |
| Ministre des Affaires maritimes                                                                            |           | Muhammad Junaid Anwar Chaudhry | PML−N |
| Ministre de la Production défensive                                                                        |           | Muhammad Raza Hayat Harraj     | PML−N |
| Ministre de l'Harmonie interconfessionnelle                                                                |           | Muhammad Yousaf                | PML−N |
| Ministre d'État aux Technologies de l'Information et de la Communication                                   |           | Shaza Fatima Khawaja           | PML−N |
| Ministre des Affaires publiques                                                                            |           | Rana Mubashar Iqbal            | PML−N |
| Ministre des Services nationaux de santé, de la Réglementation et de la Coordination                       |           | Mustafa Kamal                  | MQM   |
| Ministre de la Lutte contre la pauvreté et de la Sécurité sociale                                          |           | Imran Ahmed Shah               | PML−N |
| Conseillers avec rang de ministre fédéral                                                                  |           |                                |       |
| Conseiller à la Coordination inter-provinciale Conseiller aux Affaires politiques                          |           | Rana Sanaullah                 | PML−N |
| Conseiller à la Primature                                                                                  |           | Tauqir Hussain Shah            | IPP   |
| Conseiller à la Privatisation                                                                              |           | Muhammad Ali                   | MQM   |
| Conseiller à l'Intérieur                                                                                   |           | Pervez Khattak                 | PTI-P |
| Ministres d'État                                                                                           |           |                                |       |
| Ministre d'État du Droit et de la Justice                                                                  |           | Aqeel Malik                    | PML−N |
| Ministre d'État aux Chemins de fer                                                                         |           | Bilal Azhar Kayani             | PML−N |
| Ministre d'État à l'Intérieur et au Contrôle narcotique                                                    |           | Talal Chaudhry                 | PML−N |
| Ministre d'État à l'Éducation fédérale et à la Formation professionnelle                                   |           | Wajiha Qamar                   | PML−N |
| Ministre d'État chargé des Services nationaux de santé, de la Réglementation et de la Coordination         |           | Mukhtar Ahmad Malik            | PML−N |
| Ministre d'État au Changement climatique et à la Coordination environnementale                             |           | Shezra Mansab Ali Khan         | PML−N |
| Ministre d'État aux Pakistanais de l'étranger et au Développement des ressources humaines                  |           | Aun Chaudhry                   | IPP   |
| Ministre d'État aux Affaires religieuses et à l'Harmonie interconfessionnelle                              |           | Kheal Das Kohistani            | PML−N |
| Ministre d'État à la Sécurité alimentaire nationale et à la Recherche                                      |           | Ali Zahid                      | PML−N |
| Ministre d'État à la Planification, au Développement et aux Initiatives spéciales                          |           | Mahmood Moulvi                 | IPP   |
| Ministre d'État à l'Énergie                                                                                |           | Aimal Wali Khan                | ANP   |
| Assistants spéciaux avec rang de ministre d'État                                                           |           |                                |       |
| Assistant spécial                                                                                          |           | Tariq Fatemi                   | PML−N |
| Assistant spécial aux Médias numériques                                                                    |           | Fahd Haroon                    | PML−N |
| Représentant spécial sur l'Afghanistan                                                                     |           | Mohammed Sadiq                 | MQM   |
| Assistant spécial à la Coordination du cabinet du vice-Premier ministre, ministre des Affaires étrangères  |           | Tariq Bajwa                    | PML−N |
| Assistant spécial à l'Industrie et à la Production                                                         |           | Humayun Akhtar Khan            | IPP   |
| Assistant spécial au Patrimoine national et à la Culture                                                   |           | Huzaifa Rehman                 | PML−N |
| Assistant spécial aux Affaires tribales                                                                    |           | Moubarak Zeb Khan              | PML−N |
| Assistant spécial aux Affaires politiques                                                                  |           | Talha Burki                    | PML−N |
| Assistant spécial aux Blockchain et à la Cryptomonnaie                                                     |           | Bilal Bin Saqib                | PML−N |